# Сивкасти звездан
Сивкасти звездан или звјездичица (лат. Galatella cana) вишегодишња је зељаста биљка која спада у породицу главочика (лат. Asteraceae). Живи искључиво у равничарским крајевима Србије, на заслањеним ливадама. Биљка је по Закону Србије заштићена врста. Важно је напоменути да се у ранијој литератури водио само као подврста пољског звездана (Galatela sedifolia) коме је морфолошки и даље веома сличан. Може да се помеша и са слатинским звезданом (Tripolium pannonicum) који га замењује на влажнијим стаништима. У словенским језицима зову их и "сланице".
Критички угрожена реликтна врста, као главни угрожавајући фактор литература наводи секундарну сукцесију коровских и других агилних врста на преосталим стаништима. Стога се популација неће одржати без мониторинга и активне заштите на тим микролокацијама.

## Опис
Сисвкасти звездан је вишегодишња зељаста биљка висока од 30 до 100 центиметара, са ваљкастим, чворнатим и косим ризомом, овај са дугачким кончастим коренима. Стабљика је усправна, у горњем делу гроњасто или метличасто граната и покривена сиво маљаво вунастим длакама, у доњем делу гола.
Листови су седећи, са суженом основом, дугуљасти или широко ланцетасти, сиво паучинасто маљави, упола оголићени, по ободу цели, са три нерва, шиљати, ретко тупи, наизменични.
Главица је много и оне граде терминалну разређену или густу метличасту или гроњасту цваст. Цветне главице су 1,2—2,5 центиметара широке. Листићи инволукрума су ланцетасти, поређани у три реда као црепови на крову, прилегли, са маљавим и вуненастим длакама или скоро голи; спољни листићи су шиљати, зељасти, унутрашњи тупи, по ободу и на врху кожасти, ружичасти. Средишњни цветови су жути. Ободни цветови су 8 до 10 милиметара дугачки, стерилни, бледоплави или љубичасти. Ахенија је богато покривена длакама, 3 милиметра дугачка. Биљка цвета од августа до новембра.
- Сивкасти звездан
- Сивкасти звездан - наличје листа
- Сивкасти звездан - лице листа
- Сивкасти звездан - стабљика
- Сивкасти звездан - листови на стаблу

## Распрострањеност
Северне границе ареала су у источној Аустрији, Мађарској и у северним деловима Србије и Румуније (из средишње и западне Европе има оскудан број историјских података, који наводе да је изумро). Панонско-Карпатско-Балкански флорни елемент, врста је распрострањена у централној и југоисточној Европи. У Србији је забележен на малобројним локацијама уз Дунав и Тису у Бачкој, као и у Банату, на заслањеним ливадама типа Festucion pseudovinae.

## Станиште
Налазимо се искључиво у равничарским крајевима, како расте на светлим ливадама, поред путева и на рубовима шума, на блаже сланим земљиштима, као и поред сланих бара.

## Статус заштите
Према Правилнику о проглашењу и заштити строго заштићених и заштићених дивљих врста биљака, животиња и гљива: Прилог II Заштићене дивље врсте биљака, животиња и гљива.